# Lijst van rijksmonumenten in Mantgum
De plaats Mantgum telt 21 inschrijvingen in het rijksmonumentenregister. Hieronder een overzicht. 
| Object | Oorspronkelijke functie?  | Bouwjaar                          | Architect                                 | Locatie                                  | Coördinaten?                 | Nr.?   | Afbeelding |
| --- | ------------------------- | --------------------------------- | ----------------------------------------- | ---------------------------------------- | ---------------------------- | ------ | --- |
| Mariakerk, hervormde kerk en kerkhof | Kerk en kerkonderdeel     | ca. 1500 (herb.) 1865-'67 (verb.) | J.I. Douma (1865-'67)                     | S. van Galemawei 3                       | 53° 7' 43" NB, 5° 43' 14" OL | 8498   | Meer afbeeldingen                                                                                             |
| Hervormde kerk, toren | Kerk en kerkonderdeel     | 1868                              |                                           | bij S. van Galemawei 3                   | 53° 7' 43" NB, 5° 43' 14" OL | 8499   | Hervormde kerk, toren                                                                                         |
| Hervormde kerk, hekwerk om kerkhof | Erfscheiding              | 1863                              | mog. H.R. Stoett                          | bij S. van Galemawei 3                   | 53° 7' 43" NB, 5° 43' 13" OL | 8501   | Hervormde kerk, hekwerk om kerkhof                                                                            |
| 't Fearhûs | Boerderij                 | verm. 18e eeuw                    |                                           | Fearhûshoeke 9                           | 53° 7' 46" NB, 5° 43' 10" OL | 8502   | Meer afbeeldingen                                                                                             |
| Kop-hals-rompboerderij | Boerderij                 | verm. 18e eeuw                    |                                           | Hegedyk 5                                | 53° 7' 26" NB, 5° 43' 47" OL | 8503   | Kop-hals-rompboerderij                                                                                        |
| Eenvoudig pandje zonder verdieping in gele Friese steen onder met pannen belegd schilddak met twee hoekschoorstenen (vormt een geheel met nr. 5)                             | Woonhuis                  | verm. eind 18e eeuw               |                                           | Fearhûshoeke 3                           | 53° 7' 45" NB, 5° 43' 10" OL | 8504   | Meer afbeeldingen                                                                                             |
| Eenvoudig pandje zonder verdieping in gele Friese steen onder met pannen belegd schilddak met twee hoekschoorstenen (vormt een geheel met nr. 3)                             | Woonhuis                  | verm. eind 18e eeuw               |                                           | Fearhûshoeke 5                           | 53° 7' 45" NB, 5° 43' 10" OL | 8505   | Meer afbeeldingen                                                                                             |
| Kerktoren van Schillaard op kerkhof | Kerk en kerkonderdeel     | mog. 1567                         |                                           | Skillaerderdyk 2, Schillaard (Skillaerd) | 53° 7' 26" NB, 5° 42' 26" OL | 8513   | Meer afbeeldingen                                                                                             |
| Woning onder zadeldak tussen gemetselde topgevels en voorbouw met omlopende houten goot op klossen onder zadeldak tegen met hout beschoten topgevel                          | Woonhuis                  |                                   |                                           | Skillaerd 5, Schillaard                  | 53° 7' 23" NB, 5° 42' 30" OL | 8514   | Upload foto                                                                                                   |
| Eenvoudig pand zonder verdieping in gele Friese steen en gedekt door met rode pannen belegd zadeldak met schoorsteen aan de voorzijde                                        | Woonhuis                  | verm. eind 18e eeuw               |                                           | Fearhûshoeke 5                           | 53° 7' 45" NB, 5° 43' 10" OL | 18205  | Meer afbeeldingen                                                                                             |
| Woonhuis in baksteenarchitectuur met invloeden van de Amsterdamse School | Woonhuis                  | 1910                              | D. Meintema                               | Dokter Fokkewei 1                        | 53° 7' 45" NB, 5° 43' 13" OL | 516342 | Upload foto                                                                                                   |
| Hervormde kerk, pastorie | Kerkelijke dienstwoning   | 1870                              |                                           | Frijbuorren 1                            | 53° 7' 43" NB, 5° 43' 11" OL | 516343 | Hervormde kerk, pastorie                                                                                      |
| Kosters-/schoolmeesterswoning | Dienstwoning              | 1874                              |                                           | Master Jansenstrjitte 2                  | 53° 7' 43" NB, 5° 43' 11" OL | 516344 | Kosters-/schoolmeesterswoning                                                                                 |
| Woonhuis en hek van voorm. boerderij in eclectische stijl | Boerderij                 | ca. 1875                          |                                           | S. van Galemawei 11                      | 53° 7' 41" NB, 5° 43' 10" OL | 516345 | Upload foto                                                                                                   |
| Renteniers- en voorm. burgemeesterswoning in eclectische stijl met overheersende neoclassicistische elementen                                                                | Woonhuis                  | ca. 1875                          |                                           | S. van Galemawei 4                       | 53° 7' 42" NB, 5° 43' 8" OL  | 516346 | Renteniers- en voorm. burgemeesterswoning in eclectische stijl met overheersende neoclassicistische elementen |
| Rentenierswoning in eclectische stijl met aangebouwd koetshuis en met hek | Woonhuis                  | ca. 1875                          | mog. W.A. de Rapper of F. Swart           | S. van Galemawei 13                      | 53° 7' 40" NB, 5° 43' 9" OL  | 516347 | Rentenierswoning in eclectische stijl met aangebouwd koetshuis en met hek                                     |
| Rentenierswoning in bruine baksteen onder afgeknot schilddak met zwart geglazuurde platte Friese pannen met op de hoeken achthoekige schoorstenen met borden en puntig piron | Woonhuis                  | ca. 1875                          |                                           | S. van Galemawei 15                      | 53° 7' 39" NB, 5° 43' 6" OL  | 516348 | Upload foto                                                                                                   |
| Voorm. gemeentehuis van Baarderadeel | Bestuursgebouw en onderdl | 1939                              | A. Goodijk (pand) W. Valk (beeldhouwwerk) | S. van Galemawei 21                      | 53° 7' 40" NB, 5° 42' 58" OL | 516349 | Gemeentehuis Voorm. gemeentehuis van Baarderadeel                                                             |
| Rentenierswoning in eclectische stijl | Woonhuis                  | 1877                              |                                           | S. van Galemawei 8                       | 53° 7' 41" NB, 5° 43' 5" OL  | 516358 | Upload foto                                                                                                   |
| Mantgumermolen | Industrie- en poldermolen | 1920 2009 (rest.)                 |                                           | bij Hegedyk 1                            | 53° 7' 23" NB, 5° 44' 38" OL | 516368 | Meer afbeeldingen                                                                                             |
| Terreinaanleg bij rentenierswoning met voortuin, prieel, singel, bakstenen dam en houten schuur                                                                              | Tuin, park en plantsoen   | 1882 ca. 1930 (prieel)            |                                           | bij S. van Galemawei 15                  | 53° 7' 39" NB, 5° 43' 7" OL  | 526222 | Upload foto                                                                                                   |